# Хотел Париз (Краљево)
Хотел Париз је угоститељски објекат смештен у центру Краљева, на углу Трга српских ратника и Улице Топлице Милана. Представља један од најстаријих угоститељских објеката и симбола града.

## Изградња хотела
Зграда хотела Париз подигнута је крајем 19. века, тачније 1881. године. Зграду је подигао Никола Кнежевић, краљевачки индустријалац, заједно са својим братом Божидаром. У току градње новац је уложио и Мијат Радовановић, трговац дрветом. Четири године касније била је основана Краљевска акционарска штедионица, а приликом њеног оснивања Кнежевић је уложио зграду Париза као оснивачки улог. Од те године је зграда била у власништву ове банке, која је на својим акцијама у десном углу користила слику хотела Париз као свој симбол. У приземљу је, у предњем делу зграде, био смештен ресторан. Други део приземља, окренут Улици Топлице Милана је коришћен за потребе Штедионице. Хотел се налазио на спрату. Улаз у ресторан се налазио на самом углу зграде, док се у хотел улазило из Улице Топлице Милана. Изнад врата која су водила у ресторан налазио се балкон са оградом од кованог гвожђа. Штедионица је издавала зграду хотела у закуп, а при додељивању закупа предност су имали они угоститељи који су били њени акционари. Године 1903. хотел је добио електрично осветљење захваљујући електричној централи Фирме Кнежевић и Радовановић.

## Хотел у периоду пре Другог светског рата
Хотел Париз је више пута био реновиран. Током Првог светског рата аустријски војници су користили зграду хотела, а при повлачењу су однели део хотелског намештаја. Године 1920. зазидана су улазна врата на углу, а отворена су нова, окренута Тргу српских ратника и тадашњој градској пијаци, која се налазила на Тргу. Једанаест година касније, 1931. године, у делу зграде ка Улици Топлице Милана смештен је биоскоп. На спрату су биле дозидане нове собе. Промењен је број и изглед прозора - уместо пет прозора окренутих ка пијаци постављена су два велика излога. Хотел је имао 20 модерних соба, од којих је свака била окречена другом бојом. Собе су биле опремљене најмодернијим намештајем и инвентаром. Ову велику адаптацију је платила Штедионица, што је био услов Милана Јовичића, који је био један од њених највећих акционара и коме је због тога било понуђено да узме Париз под закуп. Хотел је захваљујући овим променама постао хотел прве категорије, познат не само у Краљеву, већ и у другим варошима.
У овом периоду Париз је био омиљени хотел за трговце који су долазили из иностранства, који су долазили у Краљево да склапају послове. У ресторану су се често састајали многи виђенији Краљевчани. Иако су цене у Паризу биле више него у другим ресторанима, он је имао више сталних муштерија. Сваки стални гост је имао своју шољицу за кафу из које је служен. Сваке Нове године гости су добијали нову шољицу за кафу и том приликом су конобару давали бакшиш. У ресторану је 1936. године био постављен радио, што је такође привлачило госте и омогућавало им је да чују најновије вести.
У хотелу су одржаване и бројне забаве: занатске, трговачке, официрске, хуманитарне. Ту су гостовала путујућа позоришта, мађионичари, приказивани први филмови. У Паризу су дочекивани министри, високи чиновници, високи гости из земље и иностранства. У овом хотелу је 1882. године одседао краљ Милан, 1901. године краљ Александар и 1904. године краљ Петар. Хотел је коришћен и за политичке скупове. У њему је 1937. године одржана и прва изложба у земљи против конкордата између Југославије и Ватикана.

## Други светски рат и послератни период
Након немачке окупације хотел Париз је једно време наставио са радом. Милан Јовичић је у јесен 1941. године уступио хотел Живојину-Дики Ракићевићу, који је са хотелом радио до почетка 1942. године, када су Немци реквирирали хотел и у њему сместили свој војнички дом. Тада су у хотелу приказивани немачки филмови, а организован је и долазак забавних група из Немачке који су за своје војнике организовале приредбе.
Након одласка Немаца хотел је био демолиран. Рад је испрва наставио као државна кафана, а од 1. маја 1946. године постао је саставни део Радничко-службеничког ресторана. Од 1. јануара 1947. Париз је био део Народног угоститељског предузећа Столови, а од 1953. до 1955. је пословао као самостална угоститељска радња. 
Године 1956. Париз је постао део новоформираног угоститељског предузећа Балкан, а заједно са овим предузећем је 1959. године постао део угоститељског предузећа Југославија. Од 1960. године Југославија је била припојена угоститељском предузећу Србија, у оквиру ког је Париз пословао све до почетка 21. века. У овом периоду Париз је пословао само као ресторан, а на спрату, где се налазио хотел, било је смештено Предузеће за угоститељство, туризам и трговину Србија. 
У згради хотела Париз, у делу окренутом Улици Топлице Милана, смештено је и Краљевачко позориште, основнао 1949. године. Од 2023. године целокупна зграда хотела Париз постала је власништво Града Краљева.

## Галерија
- Хотел Париз око 1900. године
- Хотел Париз 1919. године
- Хотел Париз после 1920. године